# Bolesławiec (województwo łódzkie)
Bolesławiec – miasto w Polsce, w województwie łódzkim, w powiecie wieruszowskim, siedziba miejsko-wiejskiej gminy Bolesławiec. Leży nad Prosną.
Bolesławiec uzyskał lokację miejską w 1266 roku. Został pozbawiony praw miejskich 31 maja 1870 i włączony do gminy Bolesławiec w powiecie wieluńskim. W latach 1870–1915 siedziba wiejskiej gminy Bolesławiec, podczas I wojny światowej (1915–1919) był przejściowo miastem, 1919–1948 siedziba jednoosadowej wiejskiej gminy Bolesławiec, a 1949–1954 ponownie wieloosadowej gminy Bolesławiec. W latach 1954–1972 siedziba gromady Bolesławiec (od 13 listopada 1954 w powiecie wieruszowskim), a od 1973 reaktywowanej gminy Bolesławiec. W latach 1975–1998 należał administracyjnie do województwa kaliskiego. 1 stycznia 2024 odzyskał status miasta.
Jest drugim miastem w Polsce o nazwie Bolesławiec.

## Toponimia
Miejscowość ma metrykę średniowieczną i istnieje co najmniej od XIII wieku. Wymieniona po raz pierwszy w 1266 w dokumencie zapisanym w języku łacińskim jako civitas Boleslaviensis, Boleslawecz, Bonzlavia, Bolisslavia, Bunczel, Boleslawice. Nazwa pochodzi od imienia księcia wielkopolskiego Bolesława Pobożnego .

## Historia

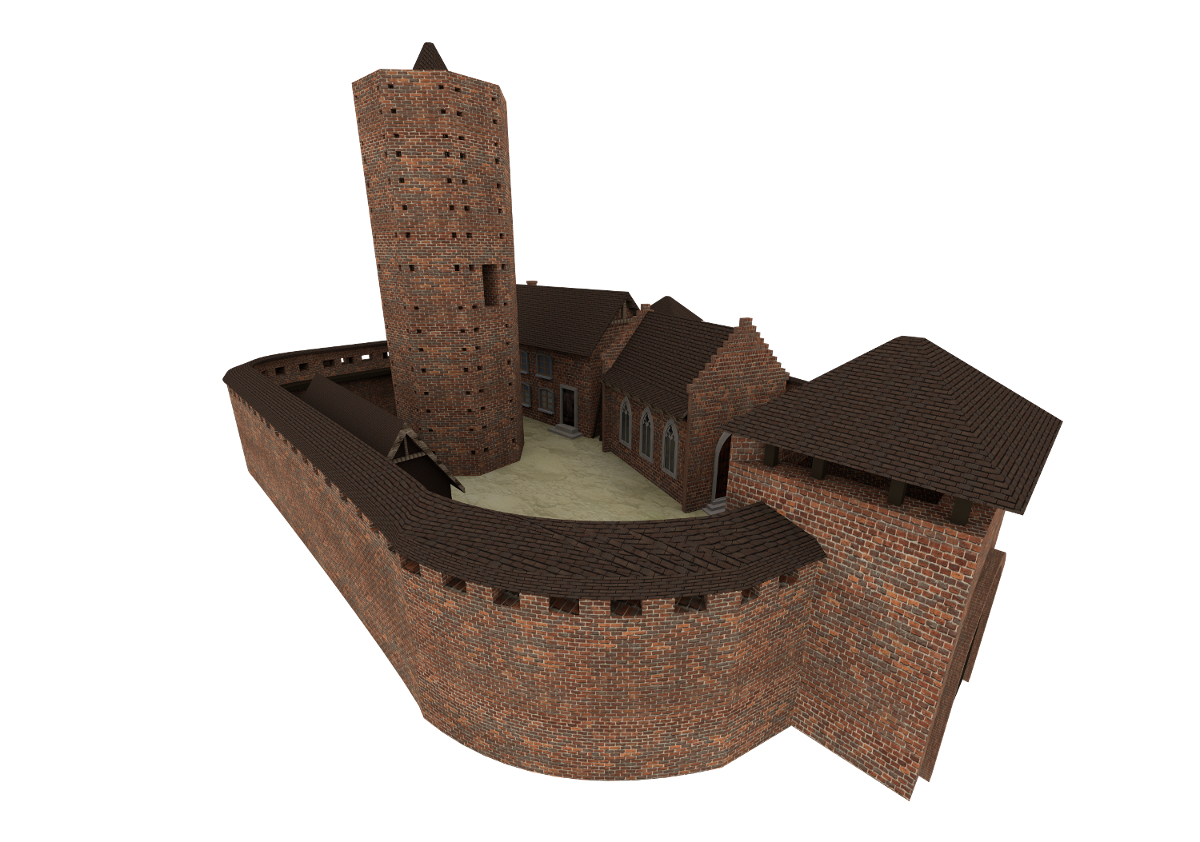
Zamek w Bolesławcu – po przebudowie dokonanej przez księcia Władysława Opolczyka

Historia miejscowości jako miasta rozpoczyna się podczas rozbicia dzielnicowego w 1266 kiedy Bolesław Pobożny w swojej dzielnicy lokował miasto odnotowane w średniowiecznym dokumencie jako civitas Boleslaviensis. W okresie późniejszym Bolesławiec był miastem królewskim leżącym w Koronie Królestwa Polskiego. W 1314 wcielone zostało do Korony przez króla polskiego Władysława Łokietka. W 1335 ziemia wieluńska należała do króla polskiego Kazimierza Wielkiego, który w 1370 zbudował w Bolesławcu zamek murowany z cegły .
Po śmierci Kazimierza Wielkiego w 1370 miasto wraz z całą ziemią wieluńską król polski Ludwik Węgierski nadał jako lenno księciu Władysławowi Opolczykowi, który w 1393 zapisał miasto swojej żonie Ofce oraz bratankom: Janowi, Bolkowi i Bernardowi. Ziemie te wraz z miastem oraz zamkiem odebrał i ponownie włączył do Korony król polski Władysław Jagiełło, który w 1401 zdobył miasto. W 1403 średniowieczny przywilej wydany miejscowemu bractwu ubogich wymienił imiennie burmistrza, zastępcę wójta oraz 3 rajców, a także 23 mieszczan, w tym 1 cieślę i 1 rzeźnika. Właścicielami okolicznych ról lub ogrodów było 19 mieszczan. Według dokumentu bractwo użytkowało 2 łany, 2 ogrody, 6 ról, folwark Falkowski leżący obok folwarku zamkowego. W mieście istniała wówczas także łaźnia, młyn oraz szkoła. W 1454 w Bolesławcu znajdowała się komora celna leżąca na trakcie z Warszawy do Wrocławia przez Piotrków, Brzeźnicę i Wieluń. W 1550 została ustalona granica pomiędzy miastem i wsią Budzice, a Opatowcem .
W 1596 Mikołaj Zebrzydowski wojewoda krakowski i starosta bolesławiecki ufundował w mieście kościół parafialny. Tego samego roku powstało przy nim bractwo literackie zatwierdzone przez ówczesnego prymasa oraz pisarza Stanisława Karnkowskiego. W końcu XVI wieku miasto leżało w tenucie bolesławieckiej w powiecie wieluńskim województwa sieradzkiego.
W czasie pierwszego najazdu w okresie potopu szwedzkiego miasto zostało złupione, a zamek zburzony przez Szwedów. W 1670 został on przywrócony do poprzedniego stanu przez miejscowego starostę Jana Radziejowskiego. Starosta ten „nadał klasztor w tym mieście, co sejm 1667 roku zatwierdził” . W połowie XVIII wieku ponownie został zniszczony przez wojska Karola XII pozostając do dziś w stanie ruiny. W okresie Rzeczypospolitej Obojga Narodów miasto było siedzibą starostwa niegrodowego pozostając do 1770 w rękach wojewody sieradzkiego Wojciecha Opalińskiego.
Po rozbiorach Polski miejscowość znalazła się w zaborze rosyjskim w Królestwie Kongresowym jako miasto rządowe. W 1827 znajdowało się w powiecie ostrzeszowskim, obwodzie wieluńskim województwa kaliskiego i liczyło 115 domów zamieszkanych przez 896 mieszkańców.

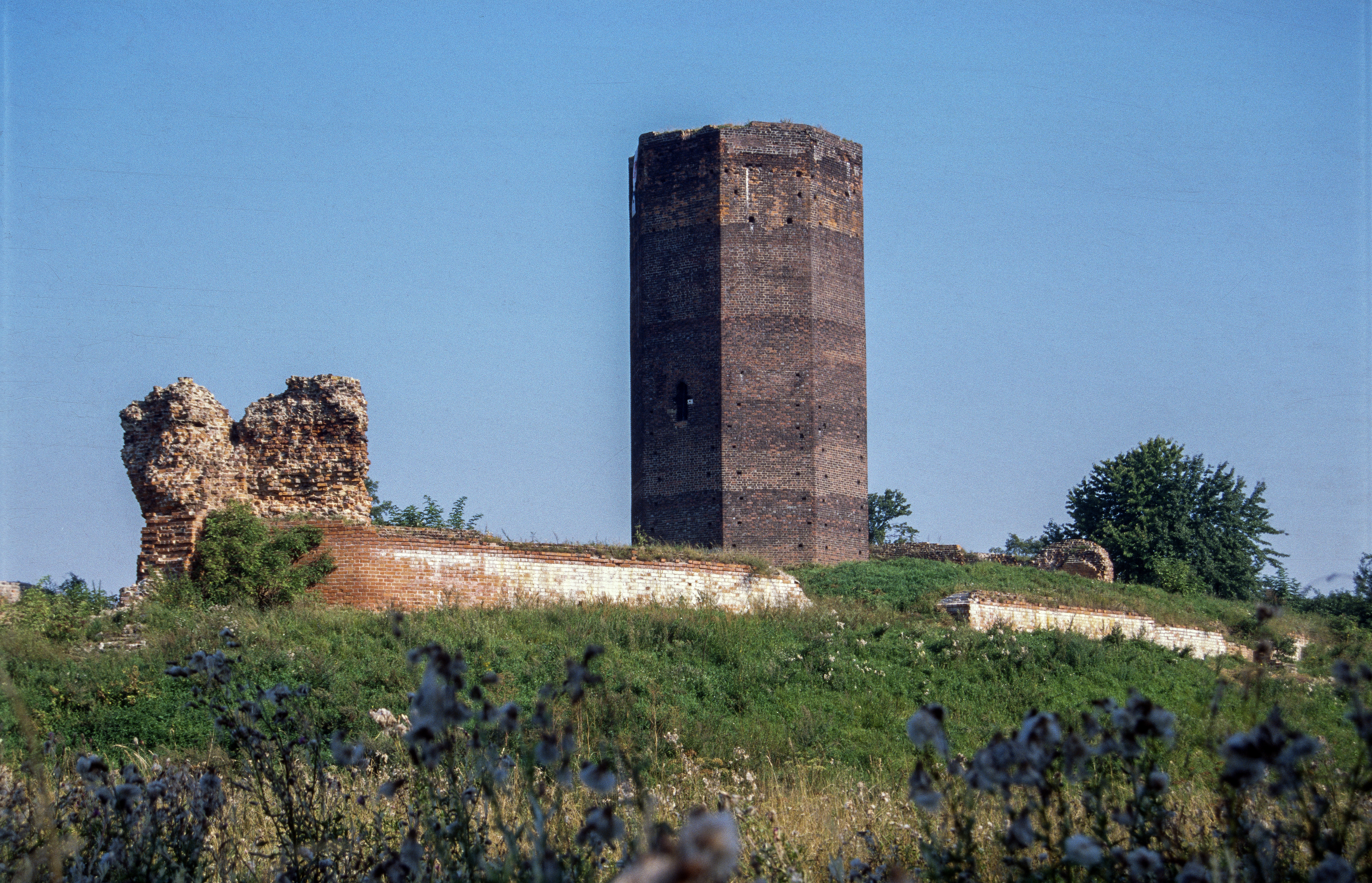
Baszta gotycka

Miejscowość jako Bolesławiec, osiedle, przedtem miasteczko rządowe, leżące przy granicy szląskiej w powiecie wieluńskim wymienia XIX wieczny Słownik geograficzny Królestwa Polskiego. W 1859 w miejscowości znajdowało się 115 domów zamieszkanych przez 1038 mieszkańców w tej liczbie 314 wyznania starozakonnego. Miejscowość utraciła prawa miejskie w wyniku carskiej reformy administracyjnej w 1870.
W okresie międzywojennym w miejscowości stacjonowały: Placówka Straży Granicznej II linii „Bolesławiec”, a wcześniej placówka Straży Celnej II linii „Bolesławiec”.
Działa tu Bractwo Prasalskie – jedyne istniejące do dziś stowarzyszenie braci prasołów w Polsce. Bractwa takie, lub inaczej cechy działały kiedyś w wielu miastach na terenie całej Polski.

## Herb
Herb Bolesławca jest odwzorowaniem wizerunku umieszczanego na pieczęciach miejskich Bolesławca co najmniej od XV w. Mur jest typowym elementem godeł herbów miast, symbolizującym prawa miejskie. Wieża symbolizuje zamek, a tarcza z orłem jest podkreśleniem przynależności do dóbr monarszych.

## Zabytki
Według rejestru zabytków Narodowego Instytutu Dziedzictwa na listę zabytków wpisane są obiekty:
- kościół parafialny pw. Świętej Trójcy, 1696–1723, nr rej. 290-XIV-4 z 18.08.1949 oraz 319 z 30.12.1967
- ruiny zamku, założonego kilkaset metrów na południowy zachód od rynku, powstałego w dwóch zasadniczych fazach: 1 – mury obwodowe – w czasach panowania Kazimierza Wielkiego, z inicjatywy tego władcy (lata 30. i 40. XIV w. najpewniej); 2 – oktogonalna wieża (stołp) – w obrębie dziedzińca, pochodząca z czasów panowania następców Kazimierza – z 4 ćw. XIV wieku. Wieża ta w większej swej części (do wysokości 22 metrów) przetrwała do dziś i jest najlepiej zachowanym i najbardziej charakterystycznym elementem warowni; nr rej. AK-I-11a/5/33 z 9.02.1933, 378/XIV-60 z 21.12.1946 oraz 320 z 30.12.1967

7 lutego 2007 doszczętnie spłonął XVIII-wieczny drewniany młyn wodny nad Prosną. W pożarze zginęły 3 osoby.